# Осемдесет и четвърти пехотен полк
Осемдесет и четвърти пехотен полк е български пехотен полк, формиран през 1917 година и взел участие в Първата световна война (1915 – 1918).

## История
Осемдесет и четвърти пехотен полк е формиран на 15 април 1917 съгласно заповед №31 по 7-а пехотна рилска дивизия. За кадри на полкът се използват четвъртите дружини на 13-и пехотен рилски, 14-и пехотен македонски полк и 26-и пехотен пернишки полк. Влиза в състава на 1-ва бригада на 7-а пехотна рилска дивизия. Участва в Първата световна война (1915 – 1918). На 29 ноември 1918 съгласно телеграма №7365 на щаба на 7-а дивизия се разформирова.

## Командири
Званията са към датата на заемане на длъжността.
| №  | звание       | име                 | дати                 |
| -- | ------------ | ------------------- | -------------------- |
| 1. | Подполковник | Никола Константинов | Първа световна война |